# Вобишова-Жакова, Карла

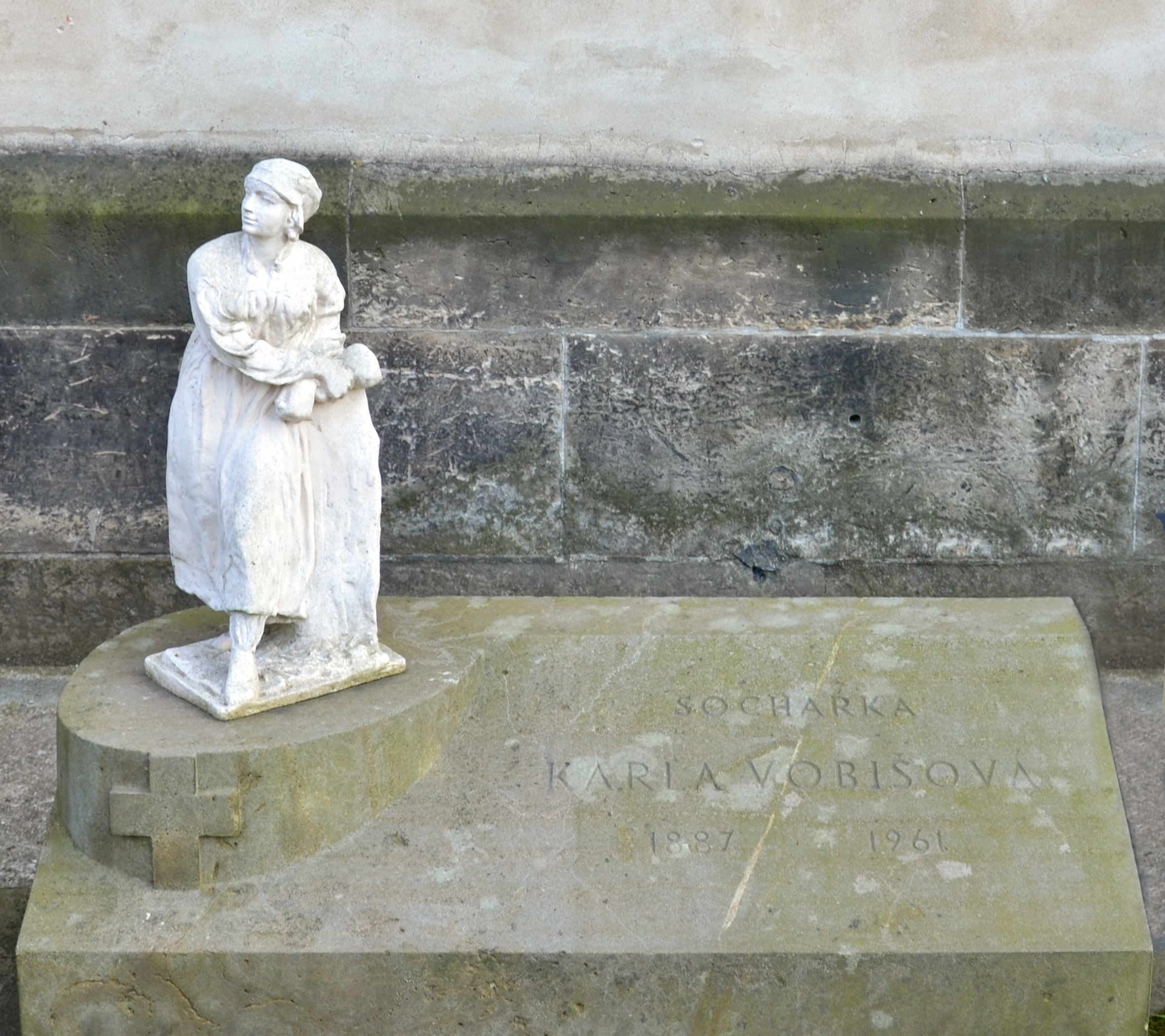
Надгробие на могиле К. Вобишовой-Жаковой

Карла Вобишова-Жакова (урождённая — Вобишова) (чеш. Karla Vobišová-Žáková 21 января 1887, Кунжак, Австро-Венгрия — 7 июня 1961, Прага, ЧССР) — чешский и чехословацкий скульптор. Первая чешская женщина — профессиональный скульптор.

## Биография
Дочь мельника. В 1917—1921 годах обучалась в Школе прикладного искусства в Праге. Ученица Йозефа Драгоновского и Богумила Кафки. Продолжила учёбу в Мюнхене (1919—1920), Вене, в 1920—1924 годах в Париже у Эмиля Антуана Бурделя.

## Творчество
Автор ряда памятников, в том числе Элишке Красногорской (1931), монументального памятника павшим легионерам в Нова-Пака и Мемориала павшим в Первой мировой войне в Кунжаке со статуей легионера (1933), памятных досок, скульптурных изображений и др.
Похоронена на Вышеградском кладбище.
Почётный гражданин родного села Кунжак.

## Работы К. Вобишовой-Жаковой

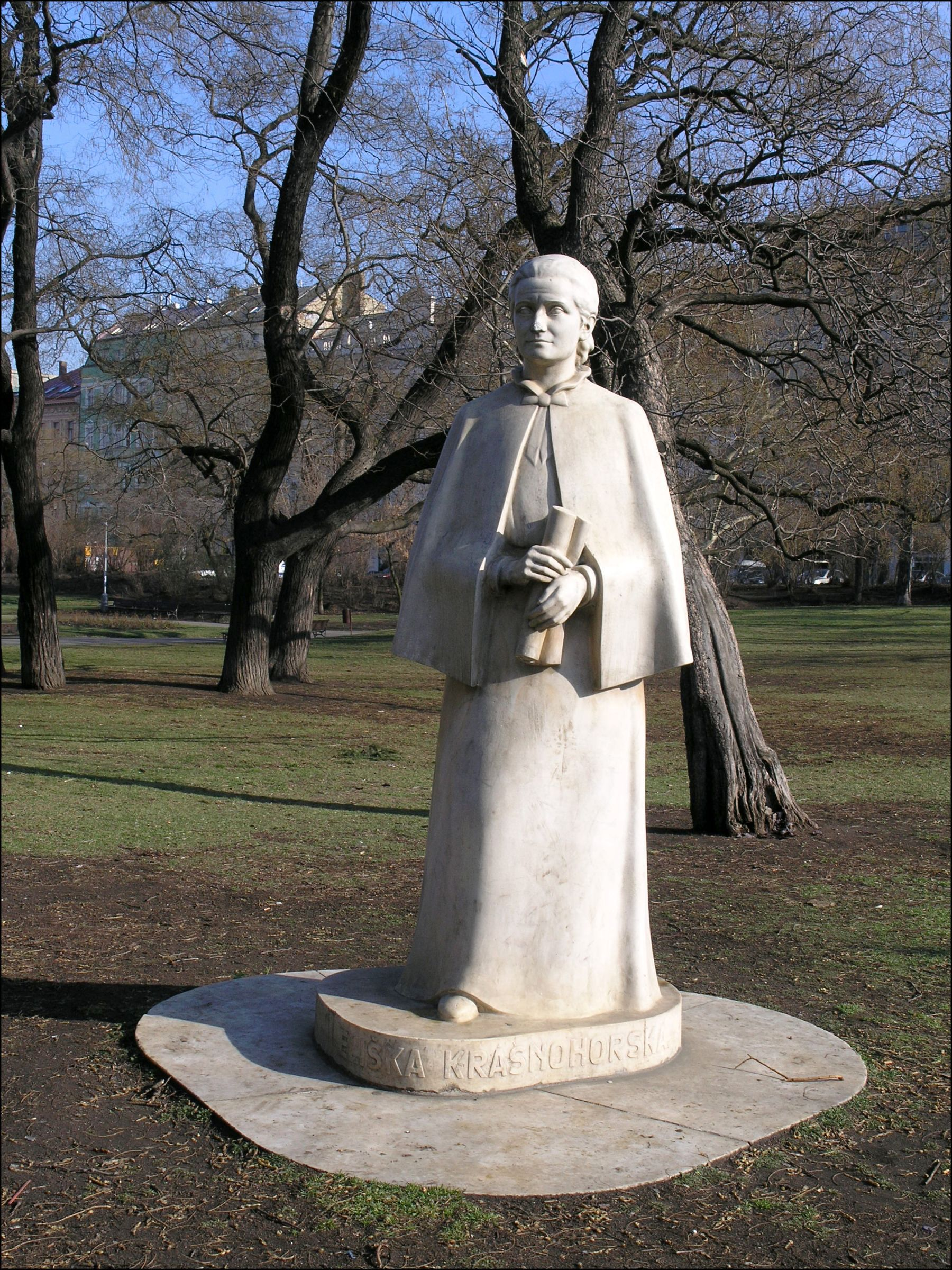
Памятник Элишке Красногорской
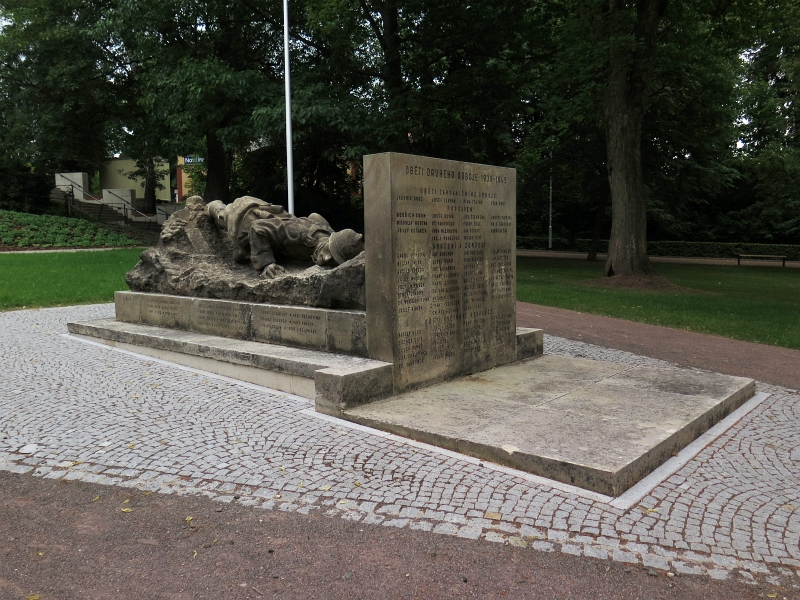
Памятник павшим легионерам в Нова-Пака
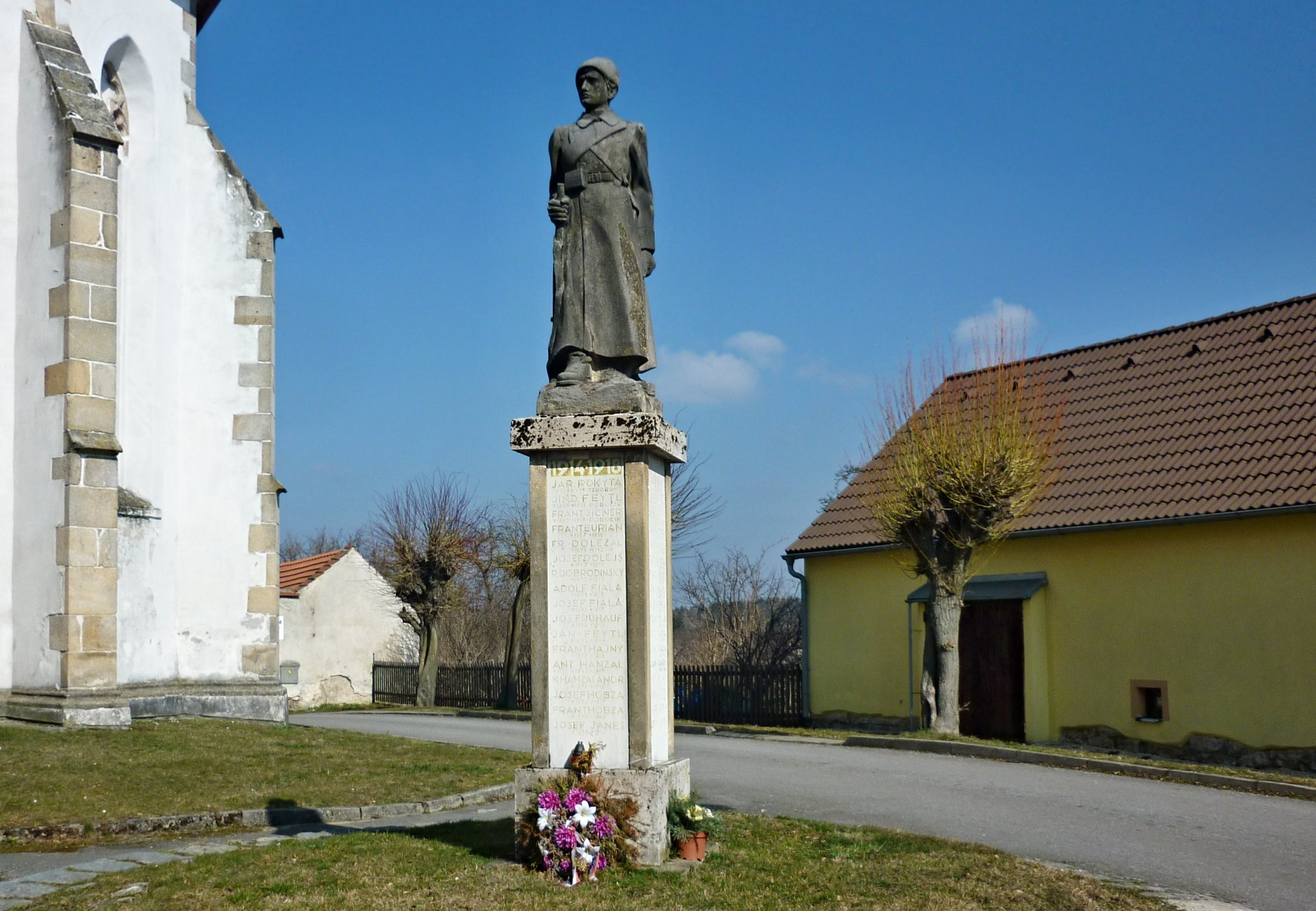
Памятник павшим легионерам в Кунжаке
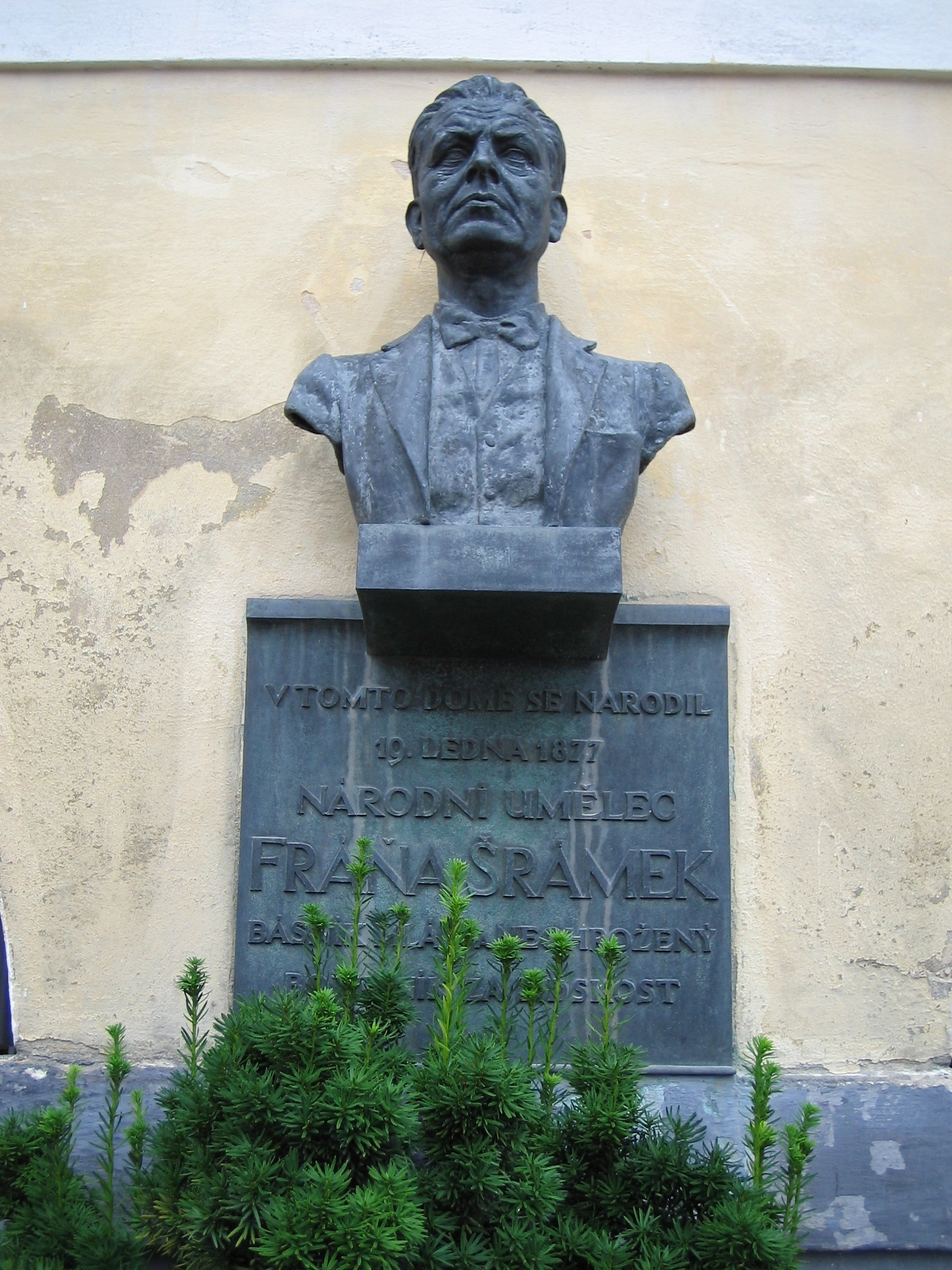
Мемориальная доска поэта Франи Шрамека
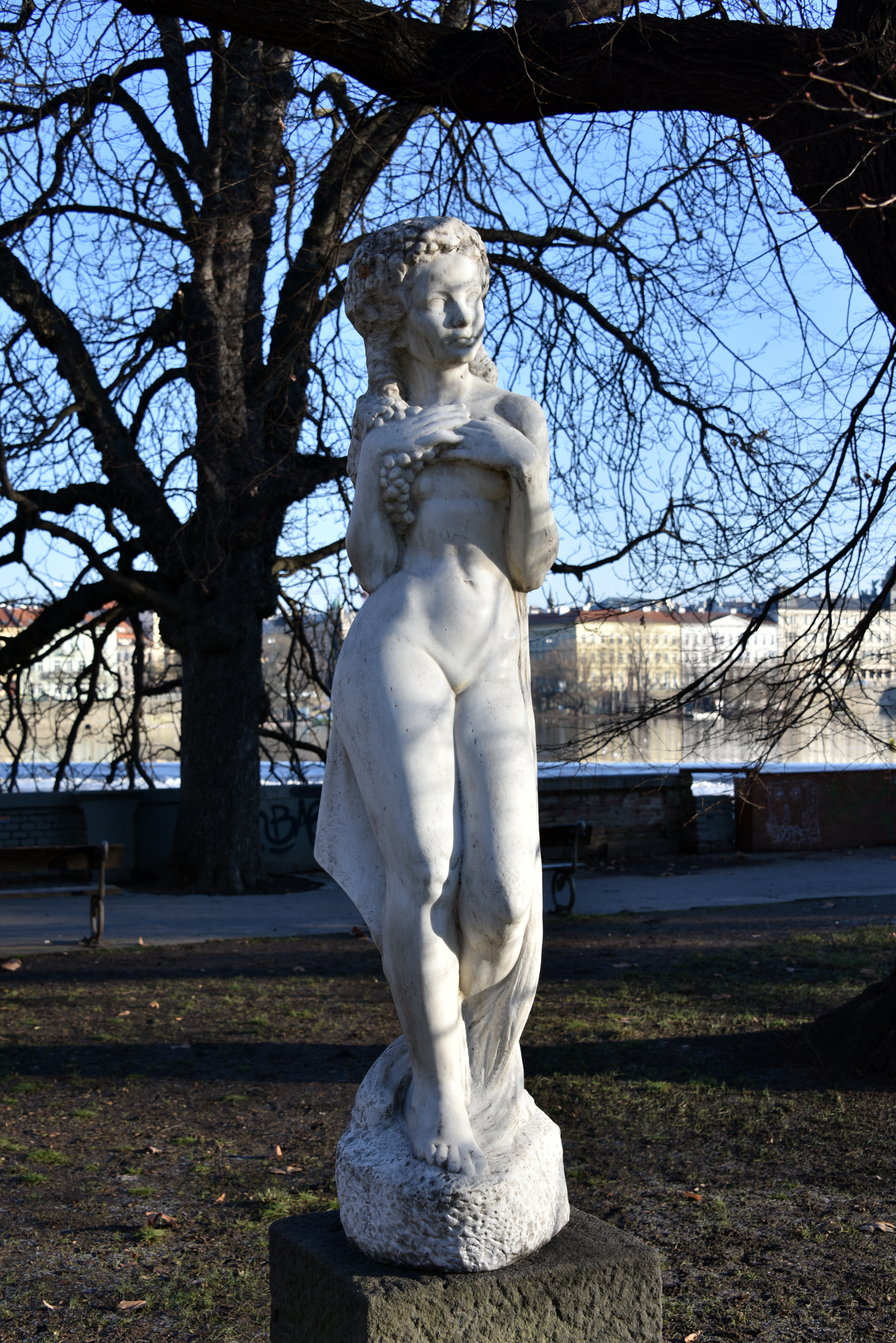
Девушка с гроздью винограда
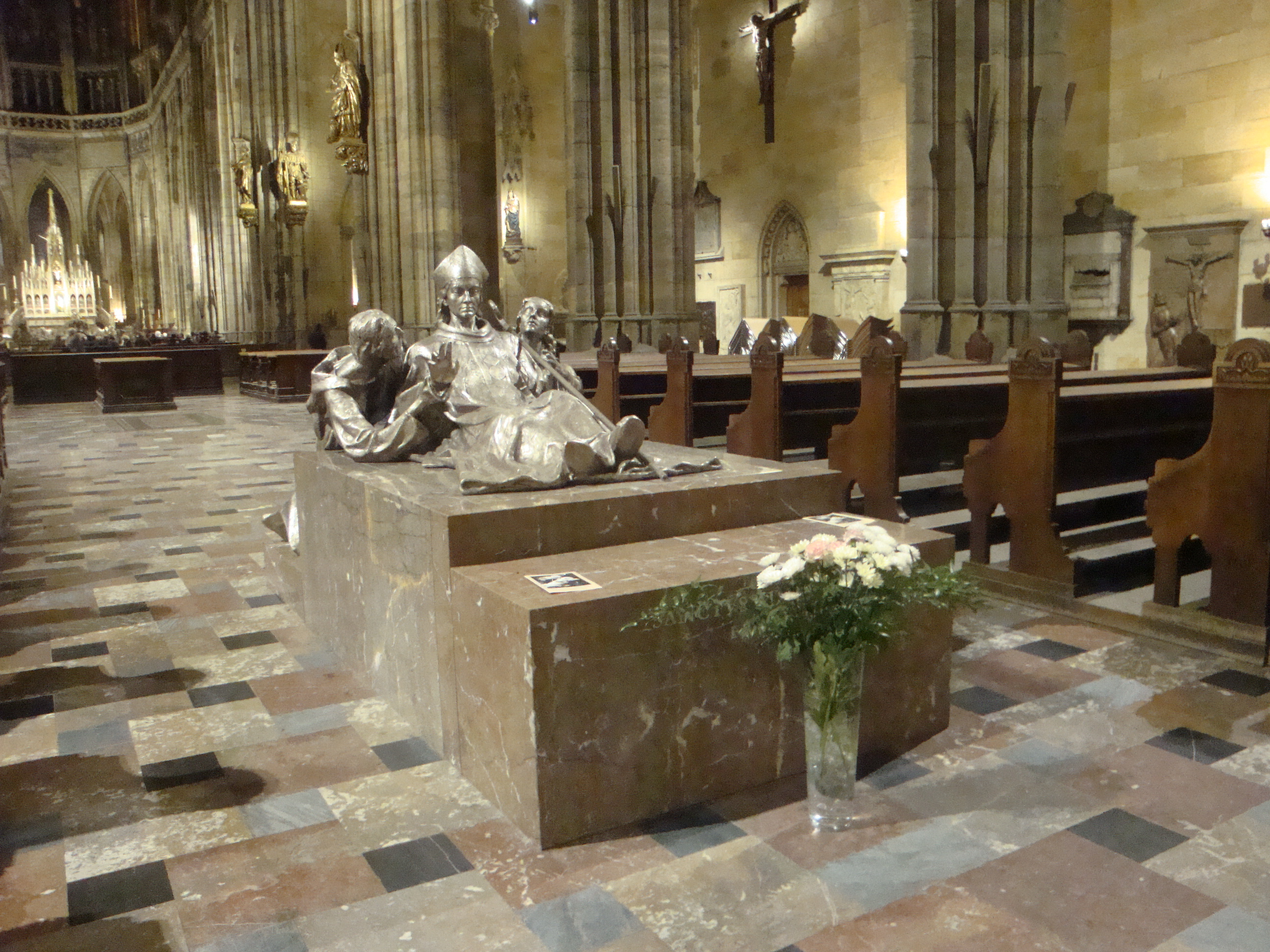
Скульптура св. Войтеха, собор св. Вита, Вацлава и Войтеха в Праге